# Ideopsis
Ideopsis es un género de lepidópteros de la familia Nymphalidae. Es originario del Sudeste de Asia.

## Especies
Relación de especies.
- Ideopsis gaura (Horsfield, [1829]) – Smaller wood nymph
- Ideopsis hewitsonii Kirsch, 1877 – Hewitson's small tree-nymph
- Ideopsis klassika Martin, 1909 – Seram small tree-nymph
- Ideopsis juventa (Cramer, [1777]) – Grey glassy tiger
- Ideopsis oberthurii (Doherty, 1891)
- Ideopsis similis (Linnaeus, 1758) – Ceylon blue glassy tiger
- Ideopsis vitrea (Blanchard, 1853)
- Ideopsis vulgaris (Butler, 1874) – Blue glassy tiger